# Thibault de Montalembert
Thibault Charles Marie Septime de Montalembert (Laval, 10 febbraio 1962) è un attore francese.

## Biografia
Discendente della casata de Montalembert, le cui origini risalgono fino alla prima crociata, è l'ultimo dei sette figli di un ufficiale gollista in pensione divenuto un imprenditore e di madre irlandese. Suo fratello maggiore è lo scrittore Hugues. È cresciuto a Parigi e nel castello di famiglia ad Argentré, venduto nel 1975 come tutto il resto per far fronte ai debiti del padre. Non appena terminati gli studi superiori, ha deciso di studiare recitazione e si è iscritto al Cours Florent, con Francis Huster come insegnante; nel 1985 è stato tra i 19 studenti ammessi alla prestigiosa École des Amandiers di Nanterre, diretta da Patrice Chéreau e Pierre Romans.
Ha poi fatto parte della Comédie-Française per due anni. Prevalentemente un attore teatrale, ha recitato anche per il cinema, in particolare con Arnaud Desplechin, che gli ha affidato parti importanti nei suoi primi tre film durante gli anni novanta. È il doppiatore ufficiale di Hugh Grant in Francia e ha narrato diversi radiodrammi e audiolibri. Il riconoscimento da parte del pubblico arriverà però solo a partire dal 2015, grazie al ruolo dell'impresario Mathias Barneville nella serie televisiva Chiami il mio agente!, distribuita all'estero da Netflix. Sposato con l'attrice Hélène Babu, con cui gestisce una scuola di teatro, ha un figlio da un precedente matrimonio.

## Teatro

### Attore
- Pentesilea, di Heinrich von Kleist, regia di Pierre Romans. Festival d'Avignone, Théâtre Nanterre-Amandiers (1987)
- La Käthchen di Heilbronn, di Heinrich von Kleist, regia di Pierre Romans. Festival d'Avignone, Théâtre Nanterre-Amandiers (1987)
- Platonov, di Anton Čechov, regia di Patrice Chéreau. Festival d'Avignone, Théâtre Nanterre-Amandiers (1987)
- Chroniques d'une fin d'après-midi, da Anton Čechov, regia di Pierre Romans. Festival d'Avignone, Théâtre Nanterre-Amandiers (1987)
- Amleto, di William Shakespeare, regia di Patrice Chéreau. Festival d'Avignone, Théâtre Nanterre-Amandiers, Théâtre National Populaire (1988)
- Il racconto d'inverno, di William Shakespeare, regia di Luc Bondy. Théâtre Nanterre-Amandiers, Festival d'Avignone, Théâtre National Populaire (1988)
- Il grande quaderno, da Agota Kristof, regia di Jeanne Champagne. Théâtre Gérard Philipe di Saint-Denis (1990)
- La Veuve, di Pierre Corneille, regia di Christian Rist. Théâtre de l'Athénée di Parigi (1992)
- Lucrezia Borgia, di Victor Hugo, regia di Jean-Luc Boutté. Comédie-Française (1994)
- Intrigo e amore, di Friedrich von Schiller, regia di Marcel Bluwal. Comédie-Française (1995)
- Mille franchi di ricompensa, di Victor Hugo, regia di Jean-Paul Roussillon. Comédie-Française (1995)
- Il misantropo, di Molière, regia di Simon Eine. Comédie-Française (1995)
- Il cantante di camera, di Frank Wedekind, regia di Louis-Do de Lencquesaing. Théâtre National di Nizza (1996–97)
- La signora delle camelie, da Alexandre Dumas figlio, di René de Ceccatty, regia di Alfredo Arias. Théâtre Marigny di Parigi (2000)
- Amleto, di Jules Laforgue, regia di Hervé Icovic. Théâtre du Petit Chien di Avignone (2001)
- Valparaiso, di Don DeLillo, regia di Thierry de Peretti. Théâtre de la Bastille di Parigi (2002)
- Choses tendres, di Marie de Beaumont, regia di Olivier Schneider. Théâtre Ouvert di Parigi (2004)
- Les Témoins ou Notre Petit Équilibre, di Tadeusz Różewicz, regia di Łukasz Kos. Maison de la Poésie di Parigi (2004)
- Rimbaud est un autre, da Al Berto, Philippe Claudel e Pierre Michon, regia di Nadine Eghels. Maison de la Poésie di Parigi (2004)
- Anniversario, di Harold Pinter, regia di Roger Planchon. Théâtre du Rond-Point di Parigi (2005)
- Tradimenti, di Harold Pinter, regia di Philippe Lanton. Théâtre de l'Athénée di Parigi (2006)
- Sweet Home, di Arnaud Cathrine, regia di Jean-Pierre Garnier. Théâtre de la Tempête di Parigi (2009)
- Race, di David Mamet, regia di Pierre Laville. Théâtre des Champs-Élysées di Parigi (2012–13)
- Politiquement correct, di Salomé Lelouch, regia di Salomé Lelouch. Théâtre de l'Œuvre di Parigi (2016)
- Dépendances, di Charif Ghattas, regia di Charif Ghattas. Théâtre du Rond-Point di Parigi (2018)
- En garde à vue, da John Wainwright, regia di Charles Tordjman. Théâtre Hébertot di Parigi (2019)
- Politiquement correct, di Salomé Lelouch, regia di Salomé Lelouch. Théâtre de l'Œuvre di Parigi (2019)
- Dépendances, di Charif Ghattas, regia di Charif Ghattas. Théâtre du Rond-Point di Parigi (2020)
- J'invite le colonel!, di Eugène Labiche, regia di Hélène Babu. Compagnie 43 (2021)

### Regista
- Lettera al padre, di Franz Kafka. Théâtre de la Bastille di Parigi (2007)

## Filmografia parziale

### Cinema
- Hôtel de France, regia di Patrice Chéreau (1987)
- La Vie des morts, regia di Arnaud Desplechin (1991)
- Indocina (Indochine), regia di Régis Wargnier (1992)
- La Sentinelle, regia di Arnaud Desplechin (1992)
- La piccola apocalisse (La Petite Apocalypse), regia di Costa-Gavras (1993)
- Jefferson in Paris, regia di James Ivory (1995)
- Comment je me suis disputé... (ma vie sexuelle), regia di Arnaud Desplechin (1996)
- Love, etc., regia di Marion Vernoux (1996)
- Lovers - French Dogma Number One (Lovers), regia di Jean-Marc Barr (1999)
- Stardom, regia di Denys Arcand (2000)
- Le Pornographe, regia di Bertrand Bonello (2001)
- Dans ma peau, regia di Marina de Van (2002)
- Indigènes, regia di Rachid Bouchareb (2006)
- Je vais bien, ne t'en fais pas, regia di Philippe Lioret (2006)
- Uomini senza legge (Hors-la-loi), regia di Rachid Bouchareb (2010)
- Léa, regia di Bruno Rolland (2011)
- Mister Chocolat (Chocolat), regia di Roschdy Zem (2015)
- L'Odissea (L'Odyssée), regia di Jérôme Salle (2016)
- Éternité, regia di Trần Anh Hùng (2016)
- 50 primavere (Aurore), regia di Blandine Lenoir (2017)
- Il complicato mondo di Nathalie (Jalouse), regia di David Foenkinos (2017)
- Il re (The King), regia di David Michôd (2019)
- Forever Young (Les Amandiers), regia di Valeria Bruni Tedeschi (2022)
- Niente di nuovo sul fronte occidentale (Im Westen nichts Neues), regia di Edward Berger (2022)
- Aka, regia di Morgan S. Dalibert (2023)

### Televisione
- Julie Lescaut – serie TV, episodio 4x02 (1995)
- Commissario Navarro (Navarro) – serie TV, episodio 8x03 (1996)
- The Tunnel – serie TV, 20 episodi (2013-2018)
- Chiami il mio agente! (Dix pour cent) – serie TV, 24 episodi (2015-2020)
- Heartstopper – serie TV, 3 episodi (2023)
- The Veil – miniserie TV, 5 puntate (2024)

## Doppiatori italiani
Nelle versioni in italiano dei suoi film e serie televisive, Thibault de Montalembert è stato doppiato da:
- Enzo Avolio in L'Odissea
- Francesco De Francesco in Mister Chocolat
- Massimiliano Lotti in Il complicato mondo di Nathalie
- Francesco Pannofino in 50 primavere
- Francesco Prando in Chiami il mio agente!
- Claudio Moneta in Heartstopper
- Stefano Alessandroni in The Veil